# سارا ويكس
سارا ويكس (بالإنجليزية: Sarah Weeks)‏ (18 مارس 1955، آن آربر في الولايات المتحدة)؛ كاتِبة مُتخصِّصة في أدب الأطفال وروائية أمريكية.